# Língua motu
Motu (também chamada Motu pura ou Motu verdadeira para distinguir da língua hiri motu) é uma das muitas línguas do extremo central leste da Papua que é falada pelos Motus, habitantes nativos de Papua-Nova Guiné. É comumente usada hoje na região, particularmente em torno da capital, Port Moresby.
Uma forma simplificada de Motu desenvolveu-se como uma língua comercial na região de Papua, no sudeste da ilha principal de Nova Guiné, originalmente conhecida como Police Motu, e hoje conhecida como Hiri Motu. Depois do Tok Pisin e do  Inglês, o Hiri Motu, no momento da independência (1975), era o terceiro idioma mais falado dentre as demais de 840 línguas de Papua Nova Guiné, embora o uso tenha entrado em declínio por alguns anos, principalmente a favor de Tok Pisin.
Motu é classificada como uma das Línguas malaio-polinésias e tem  algumas semelhanças linguísticas com as línguas polinésias e línguas da Micronésia.

## Fonologia
Motu é uma língua austronésia típica, pois é fortemente baseada em vogais. Toda sílaba de Motu termina tem um som de vogal - isso pode ser precedido por uma única consoante (não há "grupos de consoantes"). Os sons da vogal podem ser monotongos (consistindo de um único som básico) ou ditongos (consistindo de mais de um som básico). Existem apenas cinco sons de vogais "puros" (aproximadamente aqueles da língua italiana; os ditongos Motu são escritos (e pronunciados) como combinações de duas vogais "puras". Os ditongos "oi" e "oe" (tanto como o ditongo na palavra portuguesa "boi"), "ai" e "ae" (ambos, aproximadamente, como o ditongo do português "pai") e "ao" e "au" (como o português "mau") são os únicos sons de vogais que apresentam dificuldades.

## Escrita
Existem dezesseis consoantes. Essas são b, d, g, gw, h, k, kw, l, m, n, p, r, s, t, v, mais a fricativa velar fortis  (ɣ), geralmente escritas como ḡ. A letra "r" é uma dental lateral, alveolar e pós-alveolar vibrante "r"; seu símbolo IPA é (ɺ), e está mais próximo de "l" do que a consoante equivalente do português. Na prática, as letras "r" e "l" formam um fonema único para falantes nativos de Motu. Não há o som "f": quando ocorre em palavras estrangeiras, geralmente é representada como "p".
O Motu Braille tem as letras tradicionais, exceto para ḡ, que é o (ɣ)

## Amostra de texto
Pai Nosso
Tamamai e, guba ai o nohomu, Oi ladamu baia hahelaḡaia; Emu basileia bainema, Emu ura tanobada ai baia kara, Guba ai e karamu na heto. Hari dina ai amai bame henimai; Emai dika ba gwau tao, Ai ese e hadikamaimu taudia edia dika a gwau taomu na heto; Hedibaḡani ai basio hakaumai vareai, A dika amo ba hamaurimai.